# Тернюк Петро Іванович
Петро́ Іва́нович Терню́к (* 14 лютого 1908 — † 1982, Пряшів) — український театрознавець, перекладач, актор. Кандидат мистецтвознавства.

## Біографія
Уперше вийшов на сцену в дитячому віці, у ролі одного з синів Гонти у виставі Леся Курбаса «Гайдамаки», Гонту грав Іван Мар'яненко.
Учасник Другої світової війни, був полонений нацистами, перебував в полоні у львівській Цитаделі.
Згодом він перебував в ув'язненні вже в радянських концентраційних таборах.
1948 року приїздить до Львова, знаходить Марію, котра опікувалася ним в Цитаделі, їдуть до Миколаєва над Дністром, де парох отець Володимир Федусевич — рідний Маріїн дядько — їх шлюбить.
1949 родина переїздить до Києва, Микола займається кінематографом, дружина викладає в університеті.
Автор книги «Іван Мар'яненко» (видана у 1960, 1968, 1977 роках) та сценарію документального фільму про Івана Мар'яненка «Корифей».
Серед його випускників — Віктор Гуменюк, Валентина Кімберська — керує театром у Києві, Григорій Гдаль — поет.
Переклав українською мовою понад 40 п'єс.
Серед перекладів — «Собор Паризької Богоматері» Віктора Гюго, п'єси з білоруської, словацької, чеської, польської, інших мов. Деякі з тих п'єс йдуть на українських сценах.
Працював у театральній культурі майже 65 літ. З огляду на минуле Марії в перекладі «Собору Паризької Богоматері» було зазначено тільки ім'я Петра Тернюка, хоча переклад робили вдвох.
Помер у Пряшеві — їздив читати лекцію до 100-річчя українського театру.
Серед перекладів: «Право на любов» Олександра Островського.

## Родина
Його дружина, Марія Тернюк (до шлюбу Федусевич), також була перекладачкою, французьку мову вивчала в Сорбонні, допомагала чоловікові в перекладах. В 1930-х у Львові була активною членкинею ОУН, польська влада прямих доказів проти неї не мала і не могла її кинути за ґрати, як це зробила з її товаришкою Вірою Свєнціцькою. Була одружена, в червні 1941 її чоловіка, Петра П'ясецького НКВД готує на вивезення в Сибір, та не встигли. Нацисти його теж арештовують, в 1942 розстріляли. В 1943 році Марія при опікуванні полоненими червоноармійцями у Львові знайомиться з Тернюком, вони довго листуються згодом.

## Витоки
- Прес-центр[недоступне посилання з липня 2019]
- УТР[недоступне посилання з липня 2019]
- Так було треба…
- Листи доньці. З епістолярію отця Володимира Федусевича